# Калантаров, Эмонуэль Маркелович
Эмонуэль Маркелович Калантаров (узб. Emmanuel Kalontarov; 3 июня 1932, Самарканд, Узбекская ССР, СССР — 5 августа 1984, Ташкент, Узбекская ССР, СССР) — узбекский советский художник.

## Биография
Из бухарско-еврейской семьи. Отец — художник Маркел Израилевич Калантаров (1908—1994).
В 1959 году окончил ВГИК. В кино пришёл ещё студентом. Работал с ведущими узбекскими режиссёрами. С 1980 года занялся педагогической деятельностью.
Скончался 5 августа 1984 года, похоронен на центральной аллее Бухарско-еврейского кладбища (Массив Аллон).

## Фильмография
- 1960 — Об этом говорит вся махалля
- 1961 — Птичка-невеличка
- 1962 — Ты не сирота
- 1962 — Салом, Бахор!
- 1964 — Над пустыней небо
- 1964 — Где ты, моя Зульфия?
- 1964 — Звезда Улугбека
- 1966 — Прозрение
- 1967 — Ташкент — город хлебный
- 1967 — Дилором
- 1969 — Её имя — Весна
- 1970 — Чрезвычайный комиссар
- 1970 — Тимур Малик
- 1971 — Драма любви
- 1971 — Без страха
- 1972 — Седьмая пуля
- 1975 — Абу Райхан Беруни
- 1975 — Человек уходит за птицами
- 1977 — Дом под жарким солнцем
- 1979 — Приключения Али-Бабы и сорока разбойников
- 1982 — Юность гения
- 1983 — Пробуждение
- 1984 — Бунт невесток
- 1984 — Наш внук работает в милиции

## Награды
- 1976 — премия Всесоюзного кинофестиваля («Человек уходит за птицами»)
- 1977 — премия Ленинского комсомола за изобразительное решение («Дом под жарким солнцем»)
- 1979 — Народный художник Узбекской ССР
- 1980 — премия Всесоюзного кинофестиваля («Приключения Али-Бабы и сорока разбойников», с Бабу Рао Подаром)